# Дарио Венитучи
Дарио Венитучи (на италиански: Dario Venitucci) е италиански полузащитник, състезаващ се за Арецо под наем от Ювентус, на който е юноша.